# Мерокрине жлезде
Мерокрине жлезде су врста егзокриних жлезда чије ћелије се приликом секреције не оштећују, морфолошки не нарушавају. Такав тип одстрањивања секрета обавља се процесом егзоцитозе и назива се мерокрина секреција.
Овом типу припада највећи број егзокриних жлезда:
- сузна жлезда
- пљувачна жлезда
- егзокрини део панкреаса.